# Rodolfo Torre Cantú
Rodolfo Torre Cantú (Ciudad Victoria, 14 febbraio 1964 – Ciudad Victoria, 28 giugno 2010) è stato un medico e politico messicano.

## Biografia

### Carriera politica
Rodolfo Torre Cantú ha rivestito vari incarichi pubblici, come deputato, segretario della salute dello stato messicano del  Tamaulipas e direttore del SNDIF (Sistema Nacional para el Desarrollo Integral de la Familia) di Ciudad Victoria.

### Assassinio
È stato assassinato il 28 giugno 2010, presso Ciudad Victoria, mentre era in corsa per le elezioni a governatore del Tamaulipas, candidato a quella carica dal Partito Rivoluzionario Istituzionale: l'omicidio potrebbe essere ascritto a sicari del cartello della droga.  Nell'agguato sono stati assassinate altre quattro persone del suo seguito: il deputato locale Enrique Blackmore Smer, avvocato di Tamaulipas, Alejandro Martínez, segretario particolare del candidato e tre uomini della scorta.
Felipe Calderón ha promesso un'indagine accurata, affermando che "la lotta contro il cartello della droga deve continuare".  "Non si tratta solo di un atto contro un candidato di un partito politico, ma contro le istituzioni democratiche, e richiede una risposta ferma e unita da parte di tutti quelli che cooperano per la democrazia".